# 黄金律
黄金律（おうごんりつ、英: Golden Rule）は、多くの宗教、道徳や哲学で見出される「他人から自分にしてもらいたいと思うような行為を人に対してせよ」という内容の倫理学的言明である。通例、イエス・キリストの山上の垂訓の一節「何事でも人々からしてほしいと望むことは、人々にもそのとおりにせよ」をさす。黄金律という言葉は実際には聖書に載っていない。
また、黄金律の派生として、白銀律（英: Silver Rule、「自分がされたくないことを人にしてはいけない」）や白金律（英: Platinum Rule、「人があなたからしてもらいたいと思っていることを人にしなさい」。気配り、気遣い）といったものがある。黄金律以外の派生系の方は、マゾヒストや自爆犯、人による感覚の違いなどを想定して、黄金律が行き詰まる場合の先手を打って考えられたものである。

## 例
イエス・キリスト人にしてもらいたいと思うことは何でも、あなたがたも人にしなさい（『マタイによる福音書』7章12節,『ルカによる福音書』6章31節）
孔子己の欲せざるところ、他に施すことなかれ（『論語』巻第八衛霊公第十五 二十四）
ユダヤ教あなたにとって好ましくないことをあなたの隣人に対してするな。（ダビデの末裔を称したファリサイ派のラビ、ヒルレルの言葉）、自分が嫌なことは、ほかのだれにもしてはならない（『トビト記』4章15節）
ヒンドゥー教人が他人からしてもらいたくないと思ういかなることも他人にしてはいけない（『マハーバーラタ』5:15:17）
イスラム教自分が人から危害を受けたくなければ、誰にも危害を加えないことである。(ムハンマドの遺言)
文学者戯曲家の ジョージ・バーナード・ショーは黄金律というのはないというのが黄金律だ"the golden rule is that there are no golden rules".といい、別の人にしてもらいたいと思うことは人にしてはならない。人の好みというのは同じではないからである "Do not do unto others as you would that they should do unto you. Their tastes may not be the same" (Maxims for Revolutionists; 1903). という言葉を残している。

## 科学における黄金律
公平感と黄金律が神経的基盤を持つことを示唆する研究がある。また互恵的利他主義とゲーム理論は黄金律がどのようにして進化しうるかを説明する。